# Hechtova vila
Hechtova vila je modernistický dům ve čtvrti Pisárky v Brně, původně určený pro textilního podnikatele Huga Hechta. Vila byla postavena na návrh rakouského architekta Leopolda Bauera v letech 1909–1911. Do roku 2022 v ní sídlil generální konzulát Ruské federace.

## Popis
Vila stojí na pozemku velkých rozměrů. Jedná se o modernistickou vilu s klasicizujícím průčelím. Půdorys budovy má tvar obdélníku a z obou stran z něj vybíhají dva široké výklenky, určené pro dřevěné schodiště na ochoz a vnitřní krb. V přízemí budovy zdobí stěny dřevěný obklad a okna jsou vyzdobená vitrážemi. Ze vstupní haly vedou dveře do pánského pokoje s verandou, do obývacího pokoje, konferenčního salonu a jídelny. Kuchyně je umístěna v suterénu budovy a ve vyšších podlažích se nacházejí pouze pokoje členů rodiny a hostů. Vila připomíná svým interiérem typický anglický dům. Svědčí o tom už zmíněné dřevěné schodiště, ale i alkovny, které rozšiřují prostor vstupní haly a ostatních hlavních místností v budově. Exteriér a vnější podoba vily vzhledu "anglického domu" neodpovídá. Na první pohled je vila neobvyklá použitím dvou dvojic dórských sloupů v průčelí, které podpírají velký balkon, a svým obkladem z vápencových cihel. Stejného původu je i okázalá vstupní brána z ulice Hlinky. Interiér je zařízen neo-biedermeierovským nábytkem.